# Liste der Kellergassen in Ernstbrunn
Die Liste der Kellergassen in Ernstbrunn führt die Kellergassen in der niederösterreichischen Gemeinde Ernstbrunn an.
| Foto |                 | Kellergasse          | Standort                                       | Beschreibung |
| ---- | --------------- | -------------------- | ---------------------------------------------- | --- |
| ja   | Datei hochladen | Huttererstraße       | KG: Ernstbrunn Standort                        | Die Kellergasse ist eine beidseitige Einzelkellergasse in Grabenlage. Sie besteht aus 15 Gebäuden und hat eine Länge von 80 Metern. Die älteste Datierung geht auf das Jahr 1745 zurück.         |
| BW   | Datei hochladen | „Südliches Ortsende“ | KG: Gebmanns Standort                          | Die Kellergasse ist eine einseitige Einzelkellergasse in Grabenlage. Sie besteht aus 16 Gebäuden und hat eine Länge von 100 Metern.                                                              |
| BW   | Datei hochladen | „Beim Friedhof“      | KG: Maisbirbaum Standort                       | Die Kellergasse ist eine einseitige Einzelkellergasse an einer Geländekante. Sie besteht aus 9 Gebäuden und hat eine Länge von 100 Metern.                                                       |
| BW   | Datei hochladen | „Hintaus“            | KG: Maisbirbaum Standort                       | Die Kellergasse ist eine einseitige Einzelkellergasse an einer Geländekante. Sie besteht aus 13 Gebäuden und hat eine Länge von 80 Metern. Die älteste Datierung geht auf das Jahr 1844 zurück.  |
| BW   | Datei hochladen | Kellergasse          | KG: Maisbirbaum Standort                       | Die Kellergasse ist eine beidseitige Einzelkellergasse in Hohlweglage. Sie besteht aus 21 Gebäuden und hat eine Länge von 150 Metern. Die älteste Datierung geht auf das Jahr 1934 zurück.       |
| BW   | Datei hochladen |                      | KG: Merkersdorf (Gemeinde Ernstbrunn) Standort | Die Kellergasse ist eine einseitige Einzelkellergasse an einer Geländekante. Sie besteht aus 6 Gebäuden und hat eine Länge von 70 Metern.                                                        |
| BW   | Datei hochladen |                      | KG: Naglern Standort                           | Die Kellergasse ist eine einseitige Einzelkellergasse an einer Geländekante. Sie besteht aus 14 Gebäuden und hat eine Länge von 120 Metern. Die älteste Datierung geht auf das Jahr 1931 zurück. |
| ja   | Datei hochladen | „Bei der Kirche“     | KG: Simonsfeld Standort                        | Die Kellergasse ist eine beidseitige Einzelkellergasse in Grabenlage. Sie besteht aus 18 Gebäuden und hat eine Länge von 80 Metern.                                                              |
| BW   | Datei hochladen | „Hintaus“            | KG: Simonsfeld Standort                        | Die Kellergasse ist eine beidseitige Einzelkellergasse in ebener Lage. Sie besteht aus 14 Gebäuden und hat eine Länge von 150 Metern.                                                            |

| Foto:                    | Fotografie der Kellergasse (Gesamtheit). Klicken des Fotos erzeugt eine vergrößerte Ansicht. Daneben finden sich zwei Symbole: \| Weitere Bilder vorhanden \| Das Symbol bedeutet, dass weitere Fotos des Objekts verfügbar sind. Durch Klicken des Symbols werden sie angezeigt. \| \| Eigenes Foto hochladen \| Durch Klicken des Symbols können weitere Fotos des Objekts in das Medienarchiv Wikimedia Commons hochgeladen werden. \| |
| Name:                    | Bezeichnung der Kellergasse |
| Standort:                | Es ist die Katastralgemeinde (KG) angegeben. Durch Aufruf des Links Standort wird die Lage der Kellergasse in verschiedenen Kartenprojekten angezeigt. |
| Beschreibung             | Kurze Beschreibung der Kellergasse |
| Weitere Bilder vorhanden | Das Symbol bedeutet, dass weitere Fotos des Objekts verfügbar sind. Durch Klicken des Symbols werden sie angezeigt. |
| Eigenes Foto hochladen   | Durch Klicken des Symbols können weitere Fotos des Objekts in das Medienarchiv Wikimedia Commons hochgeladen werden. |